# نسرین مرادی
نسرین مرادی (زاده ۴ اسفند ۱۳۵۵ در تبریز)، اهل ایران و فارغ‌التحصیل کارشناسی بازیگری از دانشگاه تهران است. مرادی، فعالیت خود را با تئاتر شروع کرد و حالا در سینما و تلویزیون حضور دارد.

## زندگی
نسرین مرادی زاده ۱۳۵۵ در تبریز است. او همسر کامبوزیا پرتوی فیلمنامه‌نویس سینمای ایران است.

## حرفه
نسرین مرادی فعالیت خود در عرصهٔ بازیگری را با تئاترهای دانشجویی در ارومیه و تبریز آغاز کرد. در سال ۱۳۹۴ وقتی ۳۷ ساله بود در نمایش کروکدیل در تبریز بازی کرد در همان سال با بازی در فیلم سینمایی سویوق به کارگردانی بهرام و بهمن ارک در مقابل دوربین قرار گرفت. نسرین مرادی به خاطر بازی در فیلم سویوق در جشنواره فیلم کودک و نوجوان همدان موفق شد جایزه بهترین بازیگر نقش اول زن را کسب کند.
یکی از بازی‌های کوتاه، اما اثر گذار نسرین مرادی در سینمایی کامیون به کارگردانی و تهیه کنندگی کامبوزیا پرتوی است. این فیلم در جشنواره فجر سال ۹۶ برنده بهترین فیلمنامه‌نویسی شد.

## آثار

### فیلم‌شناسی
- سویوق (azb)[۲]
- کامیون[۲]
- ماشروم[۷]
- حالت پرواز[۸]

### مجموعه تلویزیونی
- نون خ در نقش فریده[۹][۱۰][۱۱]
- نون خ ۲
- آرمیتا
- نون خ ۳
- نون خ ۴
- گلین لر
- تب و تاب
- نون خ ۵